# Fantasie
Fantasie è un singolo del cantautore italiano Tropico, pubblicato il 15 settembre 2023 come terzo estratto dall'album in studio Chiamami quando la magia finisce.

## Descrizione
Il brano ha visto la partecipazione del cantautore Cesare Cremonini con la produzione di D-Ross e Startuffo. In merito alla collaborazione Tropico ha dichiarato:

## Video musicale
Il video, diretto da Attilio Cusani, è stato reso disponibile in concomitanza con il lancio del singolo attraverso il canale YouTube del cantautore.

## Tracce
Testi di Davide Petrella, musiche di Davide Petrella, Rosario Castagnola e Sarah Tartuffo.
1. Fantasie (feat. Cesare Cremonini) – 3:26